# Lhotshampa

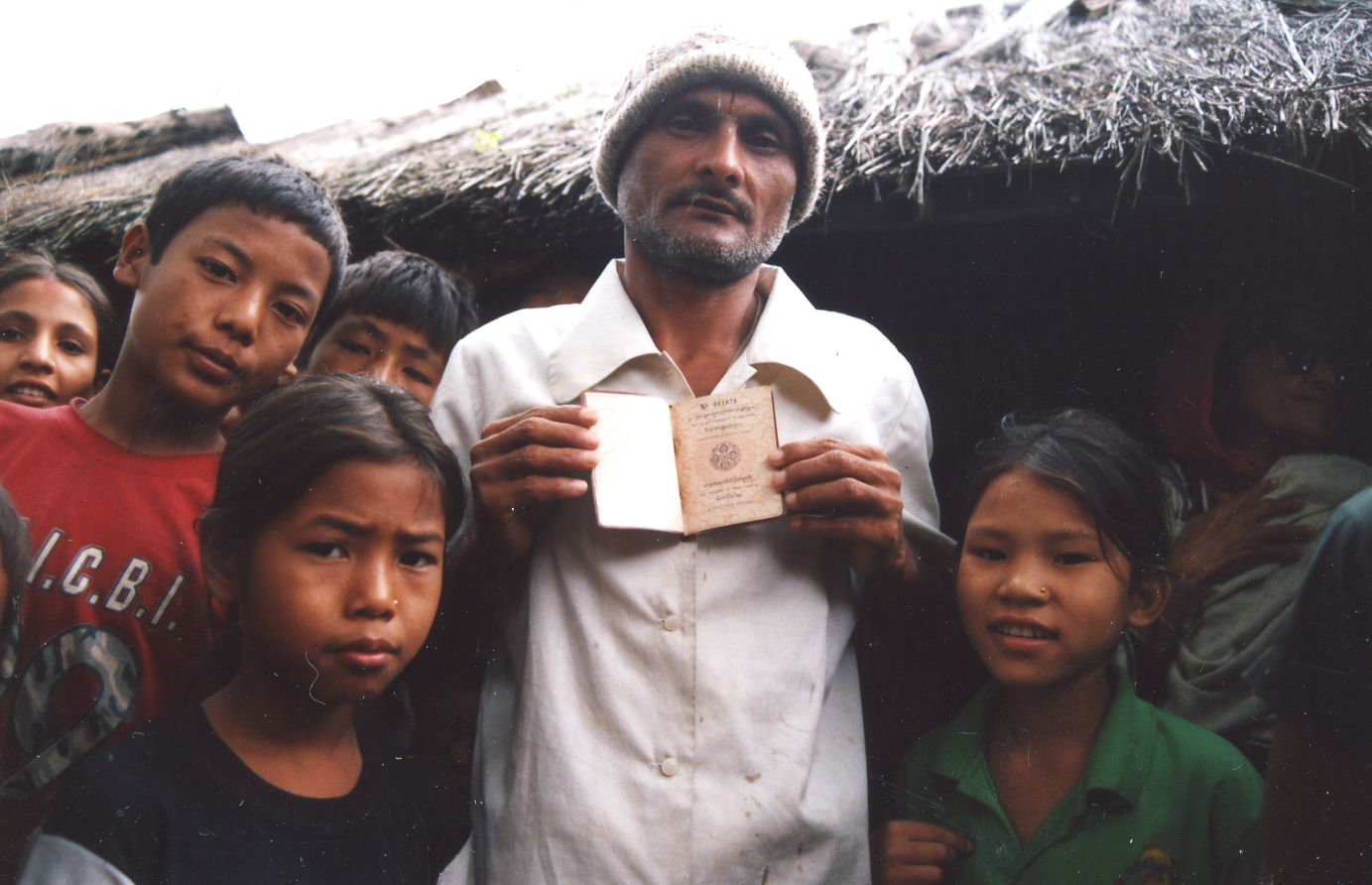
Lotshampa

Die Lhotshampa (auch nepalesische Bhutaner genannt) sind eine Volksgruppe in Bhutan. Sie leben vorwiegend im Süden des Landes; Lhotsampa bedeutet in der bhutanischen Nationalsprache Dzongkha „Südländer“.
Die Lhotshampa waren seit dem späten 19. Jahrhundert auf der Suche nach Land und wirtschaftlichen Lebensgrundlagen aus Nepal nach Bhutan eingewandert und hatten sich in dessen kaum besiedelten südlichen Tiefland niedergelassen. Mit den alteingesessenen Bevölkerungsgruppen Bhutans, den Ngalong und Sarchop, hatten sie wenig Kontakt. So behielten die Lhotshampa auch ihre nepalesische Sprache und Kultur bei. Die meisten sind Hindus, wobei es auch Buddhisten unter ihnen gibt.
Die bhutanische Regierung akzeptierte alle Nepalesen, die vor 1958 in das Land gekommen waren; die Immigration hielt jedoch darüber hinaus an. Ab Mitte der 1980er Jahre gab es Bestrebungen von Seiten der Regierung zu einer forcierten Assimilierung der Lhotshampa an die vorherrschende Kultur in Bhutan. Ende der 1980er und Anfang der 1990er wurde schließlich einem großen Teil der Lhotshampa die bhutanische Staatsbürgerschaft entzogen. Etwa 100.000 von ihnen wurden nach Nepal abgeschoben oder mussten dorthin fliehen.
2007 erklärten sich die USA bereit, 60.000 Lhotshampa-Flüchtlinge aufzunehmen, weitere sollen in anderen Drittländern angesiedelt werden. Die Aussiedlung sollte 2008 beginnen.
Am 19. November 2015 konnte der hunderttausendste Flüchtling umgesiedelt werden. Zu diesem Anlass bedankte sich der nepalesische Premierminister K. P. Sharma Oli bei den Aufnahmeländern. Fast 85.000 Menschen wurden von den USA aufgenommen, 6500 von Kanada, ca. 554 von Australien, 1002 von Neuseeland. Jeweils mehrere Hundert Menschen konnten nach Großbritannien, in die Niederlande, nach Norwegen und Dänemark einreisen. Geschätzte 10–12.000 Flüchtlinge leben derzeit noch immer in den nepalesischen Flüchtlingslagern.
Unter Mitberücksichtigung der Flüchtlinge in Nepal machen die Lhotshampa ca. 28 Prozent der Bevölkerung Bhutans aus.